# Базени Чаир
Базени Чаир чини комплекс од више објеката који се налазе у оквиру комплекса Спортски центар Чаир у Нишу. 
Чине их три међусобно повезана објекта: 
- Затворени базени,
- Отворени базени и
- Аква парк.

Сама замисао и почетак изградње везују се за 1978. годину тако да су Затворени базени  почели са радом 1989. године. Отворени базени су отпочети са изградњом 2008. године а завршени 2009.године. Аква парк завршен јуна 2016.године.

## Затворени базени
Затворени базени састоје се од олимпијског, рекреационог и дечијег базена.
Олимпијски базен намењен је за : пливање, ватерполо, роњење и синхроно пливање.
Рекреациони базен намењен је за рекреацију, школу пливања и обуку непливача
Дечији базен намењен је за обуку деце непливача и купање деце.
Објекат располаже са гардеробом, појединачним и тимским кабинама за пресвлачење, тушевима и тоалетима за купаче-пливаче.
Бетонске и по потреби монтажне трибине пројектоване су са 1050 седишта.
Димензије базена су:
- Олимпијски :21 х 50 х 2,2 м
- Рекреациони:33 х 10 х 0,9/1,8 м
- Дечији базен:10 х 10 х 0,5 м Укупна површина објекта је 7200 м2 [1]

## Отворени базени
Отворене базене чине: олимпијски базен, три дечија базена и пратећи објекти.
Олимпијски базен је димензије: 50 х 25 х 2 м.
Дечији базен је из два дела површине 11,24 х 16,2м  и 11,2 х 11 м као и две кружне каде  пречника 11,3 м и 8 м док је дубина дечијих базена : 0,3 м, 0,5 м и 0,9 м.
Пратеће објекте чине: трибине, тушеви, гардеробе, ресторан и спортски терени.
Површина објекта износи 6226 м2 

## Аква парк
Аква парк чини неколико делова: зона за школу пливања и пливање, зона са масажерима и воденом печурком, спора река и тобогани. Просечна дубина воде је 1,2 м. Аква парк има два тобогана дужине 70м и један дупли тобоган „дуплислидер“ дужине 18 м.
Аква парк може да прими око 350 купача.
Површина објекта  износи 1166,94 м2 